# Нарзан (футбольний клуб)
«Нарзан» (рос. Футбольный клуб «Нарзан» Кисловодск) — російський футбольний клуб з міста Кисловодськ.

## Хронологія назв
- 1961—1965 — «Трудові резерви»
- 1966—1967 — «Спартак»
- 1968—1991 — «Нарзан»
- 1991—1993 — «Асмарал»
- 1994—2000 — «Олімп», «Олімп-КМВ»
- 2001 — СЦОП
- з 2011 — «Нарзан»

## Історія
Футбольну команда «Трудові резерви» заснована 1961 року в місті Кисловодськ.
У 1961 році команда дебютувала в групі 4 Класу «Б» чемпіонату СРСР. У 1963 році, після реорганізації системи футбольних ліги СРСР, переведений у групу 3 Класу «Б», в якій виступав до 1969 року. У 1970 році, після чергової реорганізації футбольних ліг СРСР, опущений у підгрупу 2 групи 2 Класу «Б». Згодом виступав під назвами «Спартак» та «Нарзан» у регіональних футбольних змаганнях.
У 1991 році «Асмарал» (Кисловодськ) виступав у Другій нижчій лізі СРСР.
У чемпіонатах Росії дебютував у західній групі Першої ліги. На початку 1990-х років будучи спонсорованим іракським бізнесменом Хусамом Аль-Халиді був фарм-клубом московського «Асмарала». З 1994 року став самостійним клубом, тому по завершенні сезону 1993 року в першій лізі, сезон 1994 року розпочав у третій лізі. У 1996 році вийшов до західної групи Другої ліги, проте вже наступного року вилетів до Третьої ліги.
У 2001 році клуб змінив назву на СЦОП (Кисловодськ) й стартував в аматорському чемпіонаті Росії. По завершенні сезону 2001 року команду розформували.
З 2011 року команда «Нарзан» (Кисловодськ) грає в регіональних змаганнях Ставропольського краю.

## Досягнення
- Група 4 Клас «Б» СРСР
  - 11-е місце (1): 1961

- Кубок СРСР
  - 1/128 фіналу (1): 1961

- Перша ліга, група «Захід»
  - 11-е місце (1): 1992

- Кубок Росії
  - 1/64 фіналу (2): 1993, 1997